# Senegal en los Juegos Olímpicos de Sídney 2000
Senegal estuvo representado en los Juegos Olímpicos de Sídney 2000 por un total de 26 deportistas, 7 hombres y 19 mujeres, que compitieron en 6 deportes.
La portadora de la bandera en la ceremonia de apertura fue la atleta Mame Tacko Diouf. El equipo olímpico senegalés no obtuvo ninguna medalla en estos Juegos.